# Fantasy Island
För andra betydelser, se Fantasy Island (olika betydelser).
Fantasy Island är en amerikansk TV-serie som gick i sju säsonger 1977–1984.

## Handling
Fantasy Island är en populär turistort och värden, Mr. Roarke, ser gärna till att turisterna har det så bra som möjligt. Många turister som söker sig till Fantasy Island fantiserar om spännande äventyr som Roarke och hans personal gärna iscensätter i verkligheten – i den mån det går. Exempelvis lyckas de få "William Shakespeare" att skriva en pjäs speciellt för besökarna.
Ett återkommande inslag i serien är när Mr. Roarkes assistent, som är dvärg, springer upp till ett torn, ringer i klockan och ropar "De plane! De plane!" då nya gäster anländer till ön.

## Om serien
Ett flygplan som användes i serien auktionerades ut under 90-talet. De som gästspelat i serien hade signerat det, och innan serien spelades in ägdes det av Richard D. Bach.

## Rollista i urval
- Ricardo Montalbán – Mr. Roarke
- Hervé Villechaize – Tattoo
- Carol Lynley – Catherine Harris
- Dennis Cole – Kapten Jeff Bailey
- Phyllis Davis – Elizabeth Leston
- Ken Berry – Eddie
- Hugh O'Brian – Alan Colshaw
- Roddy McDowall – Christopher Lantree
- Britt Ekland – Aphrodite
- Peter Lawford – Grant Baines
- Bob Denver – Don Winters
- Carolyn Jones – Clora McAllister
- Sonny Bono – Holly Ryan
- Alan Hale, Jr. – Al Bond
- Leslie Nielsen – Dr. Whitfield
- Barbara Luna – Cora
- Sandra Dee – Francesca Hamilton
- Sammy Davis, Jr. – Edward Ross, Sr
- Jim Backus – Cap
- Ray Bolger – Gaylord Nelson
- Michelle Pfeiffer – Athena
- Tracey Gold – Michelle Robbins
- Regis Philbin – Radiopratare
- Janet Leigh – Carol Gates
- Adam West – Philip Breem
- David Cassidy – Danny Collier